# Uomini della Terra di Mezzo
(Faramir ne Il Signore degli Anelli, Le due torri, cap. V "La finestra che si affaccia a occidente".)
Gli Uomini sono una razza di Arda, l'universo immaginario fantasy creato dallo scrittore inglese J. R. R. Tolkien. Sono il secondo popolo che appare nella Terra di Mezzo. Il loro risveglio avviene molto tempo dopo rispetto a quello degli Elfi ed era atteso con trepidazione sia dai Primogeniti (gli Elfi) che dagli Ainur, anche se il suo momento esatto era noto solo ad Eru Ilúvatar.

## Descrizione
Erano essi in apparenza simili agli Elfi, ma di minor splendore e resistenza. Molte differenze dividevano Elfi e Uomini: in particolar modo gli uomini risentivano dello scorrere del tempo, divenivano preda della vecchiaia e morivano. La morte era infatti il dono di Ilúvatar, assieme al libero arbitrio: gli uomini non erano eternamente legati ai destini della Terra di Mezzo e, come dice Aragorn in punto di morte, "oltre di essi vi è più dei ricordi". Sono altresì molto sensibili al fascino del potere.
In molti passi della sua opera Tolkien fa supporre l'esistenza di un mondo oltre la morte, ma nessuno conosce il destino degli uomini. Ne Il Silmarillion dice anche che gli uomini avranno una parte nella ricostruzione del mondo dopo l'Ultima Battaglia. Gli Elfi e i Nani invece quando muoiono tornano nelle Aule di Mandos, seppur in sale diverse. A causa del loro libero arbitrio gli uomini furono coloro che più di ogni altro popolo si lasciò irretire dalle lusinghe del male: Morgoth prima e Sauron poi con la caduta di Númenor e con gli Anelli del Potere. La causa principale su cui tali "divinità" fecero perno fu proprio il "dono" di Ilúvatar. Infatti all'inizio della loro storia la vita degli Uomini era molto lunga e non temevano la morte, non avendola mai vista nei primi secoli, e furono guidati direttamente dalla voce del Creatore anziché dai Valar; ma ascoltarono le parole di Melkor, venerandolo e rinnegando Eru Ilúvatar, che così diminuì la durata delle loro vite, in modo che i loro spiriti potessero giungere più velocemente a lui e riconoscerlo come il loro vero Signore, abbandonando le menzogne di Morgoth. Solo gli antenati degli Edain tornarono a credere in Eru, fuggendo dall'Ombra e presso i loro discendenti del Beleriand fu forte il disprezzo verso Morgoth e la sua pretesa a essere considerato il vero dio, come evidente dalle parole rivolte a lui da Húrin. Alcuni Uomini continuarono in segreto a coltivare la speranza che un giorno Eru stesso sarebbe entrato in Arda per risanarla e salvarli dalla morte fisica prima della Fine del Mondo, mentre secondo Finrod, dopo questo evento, gli Uomini vivranno poi per sempre con gli Elfi in Arda Guarita.
Gli uomini che avevano incontrato gli Elfi nel Beleriand e ne erano diventati amici erano detti Edain. Dai Primogeniti impararono molto: il linguaggio e tutte le arti, senza mai riuscire a superare i maestri. Spesso grandi Alleanze ed amicizie unirono le due razze o i singoli individui, rari gli amori ma profondi e tormentati (Beren e Lúthien, Aragorn e Arwen, Andreth e Aegnor, Idril e Tuor, Imrazor e Mithrellas).
Secondo i Númenoreani gli Uomini si dividono in:
- Alti, cioè i Dunedain (Uomini dell'Ovest) o Númenoreani;
- Mediani o Uomini del Vespro, imparentati con i primi (ad esempio i Rohirrim, ma anche i Lossoth, i Drúedain e gli Uomini del Rhovanion);
- Bradi o Uomini dell'Oscurità, che spesso servirono in maggioranza il Nemico o il suo Luogotenente (furono, ad esempio, gli Esterling e i Dunlandiani).

La schiatta degli Uomini più famosa fu quella dei Dúnedain, gli Uomini di Númenor: discendenti dal mezzelfo Elros che decise di abbracciare la sorte degli Uomini, crearono un regno fecondo e felice. In seguito, sotto la guida del re Ar-Pharazôn, il regno di Númenor divenne il più potente di Arda ma cadde sotto l'ombra di Sauron e dopo la tentata conquista di Aman, l'isola venne distrutta e affondata per volere di Eru Ilúvatar, in un modo che ricorda molto il mito di Atlantide. Il grande privilegio dei Númenoreani stava nella lunga vita - seppur mortale in quanto i Valar non potevano togliere loro il dono di Eru con la sola eccezione di Tuor a cui fu concesso di unirsi agli Eldar - e nei doni della preveggenza, della guarigione e di scegliere il momento della loro morte, senza timore per essa e prima che la vecchiaia prendesse il sopravvento sopra il loro intelletto. Tuttavia, come Morgoth suo maestro con i primi Uomini, Sauron riuscì comunque a irretire i Dúnedain facendo leva sulla latente paura della morte e sulla volontà di dominio, spingendo nuovamente gli umani verso il culto di Melkor, provocando la guerra contro i Valar, la distruzione di Númenor da parte di Eru e una vita nuovamente diminuita col passare delle generazioni. I Numenoreani Fedeli sopravvissuti diedero vita ai regni di Gondor e Arnor mentre i superstiti degli "Uomini del Re" originarono la stirpe dei Numenoreani Neri, seguaci di Sauron e nemici di Gondor.

## Sottogruppi
- Dunedain oppure Númenoreani
- Esterling o Orientali
- Haradrim oppure Sudroni
- Drúedain ed etnie imparentate
- Dunlandiani e Uomini di Brea
- Rohirrim e Uomini di etnie affini (Rhovanion, Beorniani, Dale)
- Lossoth o Uomini delle nevi

Gli Hobbit sono una razza molto probabilmente derivata dagli Uomini.

## Lista

### Anárion
Il suo nome deriva apparentemente da Anar, parola Quenya per Sole.
Egli è il secondogenito di Elendil e il fratello di Isildur. Secondo alcuni scritti, suo figlio Meneldil fu l'ultimo uomo nato sull'isola di Númenor prima della Caduta. Insieme a suo padre e a suo fratello, Anárion guidò i Fedeli, la fazione di Númenóreani che si erano opposti al dispotismo del re Ar-Pharazôn e di Sauron.
Dopo la Caduta, Elendil si stabilì nel nord della Terra di Mezzo vicino al reame elfico del Lindon e fondò il regno di Arnor, mentre i suoi figli approdarono più a sud, dove fondarono il reame di Gondor. Entrambi i regni erano state dapprima semplici colonie Númenóreane: Gondor si espanse dalla città di Pelargir e dal Principato del Belfalas.
Anárion e Isildur si impegnarono nell'espansione di Gondor: cominciarono a costruire le città di Minas Anor e Minas Ithil, e allo stesso tempo fondarono Osgiliath. Quest'ultima venne eretta in onore delle stelle e dello stesso Elendil. Minas Anor e la regione circostante, l'Anórien, ricevettero il nome dal Sole e da Anárion, mentre Minas Ithil e la regione dell'Ithilien, lungo il fiume Anduin, presero il nome dalla Luna e da Isildur.
Gondor fu presto attaccata da Sauron, Isildur venne costretto alla fuga e Minas Ithil fu conquistata. Nella Guerra dell'Ultima Alleanza tra gli Elfi e gli Uomini Anárion svolse un ruolo primario nella difesa di Gondor e del suo popolo e ne divenne il reggente, mentre suo fratello si rifugiò nel nord raggiungendo Elendil e gli Elfi. Nonostante l'intera regione fosse sotto assedio, Anárion riuscì a difendere gli esuli Númenóreani e le popolazioni indigene di Gondor. Il suo esercito non lasciò mai Osgiliath e cacciò le forze di Sauron sulle montagne, ma Anárion capì che non avrebbero liberato Gondor se non con l'arrivo di Elendil.
Quando arrivarono Elendil, Isildur e Gil-galad, essi gli chiesero di lottare al loro fianco contro Mordor. Anárion combatté con possanza nella Battaglia di Dagorlad e nell'Assedio di Barad-dûr, ma rimase ucciso nel 3440 S.E. da una roccia scagliata dalla Torre Oscura. La corona di Minas Anor, l'Elmo di Anárion, si spaccò e non venne successivamente usata da Isildur che utilizzò il proprio come una corona. Molte generazioni più tardi, l'Elmo di Isildur fu sostituito da un elmo elaborato, su cui vi furono incastonate gemme.
Anárion ebbe quattro figli, il più giovane dei quali, Meneldil, divenne Re di Gondor nel 2 T.E.; niente è scritto dei primi tre, anche se se ne può dedurre che la loro morte sia antecedente a quella del padre.
Non è chiaro se a questo punto Gondor fosse già una nazione indipendente o se Isildur volesse che esso rimanesse soggetto al controllo dell'Alto Re. In ogni caso, Isildur non rinunciò mai esplicitamente ai suoi diritti su Gondor e Meneldil è detto compiaciuto dalla sua partenza. D'altro canto, non vi è traccia di dichiarazioni di Meneldil su questi fatti. Ciò che è sicuro è che al tempo delle dispute tra Arvedui e Eärnil II, tra il 1944 e il 1945 T.E., si affermava già che Gondor fosse indipendente e quindi libero dalle pretese dei discendenti di Isildur.
Il titolo "Alto Re" rimase legato alla discendenza del nord, e seppure Gondor crebbe in potere molto più di Arnor, quest'ultima mantenne una certa supremazia. Il trono di Gondor divenne vacante alla scomparsa di Eärnur nel 2050 T.E..
Le due linee di sangue di Anárion e Isildur vennero riunite quando la Principessa di Gondor Fíriel, discendente di Anárion, sposò il discendente di Isildur Arvedui, Principe e futuro Re di Arthedain. Quest'unione pose le basi alla nascita di Aragorn II, che sarebbe diventato Re dei Regni Riuniti.

### Ar-Pharazôn
(Akallabêth ne Il Silmarillion, op. cit., pag. 339)
Detto Il Dorato, fu il venticinquesimo ed ultimo re di Númenor, salito al trono in seguito al matrimonio con la figlia del re Tar-Palantír. Con Il Dorato, il regno di Númenor raggiunse il vertice della propria potenza, tanto che sconfisse e sottomise Sauron ed osò perfino sfidare i Valar. Questa smodata ambizione, tuttavia, era istigata da Sauron stesso, il vero re dietro il trono che ambiva a conquistare il mondo, e provocò il crollo del suo potentissimo reame e la sua morte.
Il futuro monarca si fece strada come comandante militare durante le numerose guerre intraprese da Númenor nella Terra di Mezzo. Le proprie capacità militari e le proprie grandi vittorie lo resero acclamato dal popolo e rispettato da tutti. Egli, però, di indole era ambizioso ed avido e sognava più di tutto ottenere potere e ricchezze.
Alla morte di Tar-Palantír, la corona sarebbe dovuta spettare alla figlia del re, Míriel, ma Ar-Pharazôn la sposò forzatamente e divenne il venticinquesimo signore di Númenor. Al contrario del suo predecessore, egli scelse per sé un nome in Adûnaic invece che in elfico (il suo nome in questa lingua era Tar-Calion), per affermare esplicitamente la volontà di non riconoscere alcun potere superiore al proprio e di estendere il proprio dominio sul mondo intero. Iniziò così una spietata persecuzione dei fedeli, ovvero dei sudditi che erano ancora devoti ai Valar.
Nella propria infinita brama di potere, Ar-Pharazôn mosse guerra a Sauron, colui che allora regnava su gran parte della Terra di Mezzo. Alla vista dell'imponente armata del Re, i soldati nemici fuggirono e Sauron giurò fedeltà a Númenor. Il Dorato, però, non fidandosi, lo volle condurre come prigioniero nella propria capitale per umiliarlo e per dimostrare la propria potenza. La scelta si rivelò fatale: grande oratore, il prigioniero si conquistò presto tutta la fiducia e la stima del sovrano, convincendolo dell'inimicizia dei Valar e del fatto che l'unico vero Dio fosse Morgoth.
Ar-Pharazôn, convintosi di ciò, cominciò ad adorare le tenebre, bandì e perseguitò ancora più accanitamente i Fedeli e cominciò a meditare su come scalzare i Valar e diventare l'unico e solo padrone del mondo. Inoltre fece abbattere Nimloth, l'Albero Bianco di Númenor, antenato di quello di Gondor in quanto simbolo del legame tra i númenóreani e gli Elfi, poiché da loro era stato donato; un frutto di questo fu però sottratto da Isildur, che lo portò con sé a Gondor.
A causa dei poteri malvagi di Morgoth, da secoli ormai i númenóreani invidiavano l'immortalità degli elfi e delle altre genti immortali, ma non avevano mai osato ribellarsi apertamente contro la propria sorte. I sapienti tramandavano che Eru Ilúvatar (Dio) avesse concesso agli uomini la morte come un dono, come un modo per renderli liberi dal destino del mondo, dando loro la facoltà di disporre delle proprie vite nel modo che più ritenevano più opportuno, al contrario degli elfi che invece erano sì dotati di libero arbitrio ma inclini esclusivamente al bene. La felicità e lo splendore di Númenor, tuttavia, avevano generato negli uomini il desiderio di non essere costretti ad abbandonare le conquiste terrene.
I Valar, avendo previsto ciò, avevano sempre proibito ai númenóreani di far vela verso l'Ovest, verso Valinor, le Terre Imperiture, col fine di evitare che essi desiderassero tutte le gioie immortali che vi erano. Fino ai tempi di Ar-Pharazôn questo divieto era sempre stato rispettato, ma il nuovo monarca, sobillato da Sauron, decise di ribellarvisi.
Sentendo avvicinarsi la vecchiaia, Ar-Pharazôn volle tentare l'ultima follia: la conquista delle terre immortali. Egli, spinto dalle menzogne di Sauron che “governava tutto da dietro il trono” e controllava la sua mente, iniziò a credere che chiunque avesse dominato quei posti avrebbe ottenuto automaticamente l'immortalità. I Valar, tuttavia, si sarebbero certamente opposti a questo genere di pretesa e, allora, allestì un'immensa armata ed un'immensa flotta per dare l'assalto alle loro terre.
Tuttavia, il piano di Ar-Pharazon era in realtà destinato a fallire in ogni caso. Sauron, infatti, intendeva utilizzare la flotta di Nùmenor per portare a termine il proprio sogno di conquistare il mondo intero e diventarne il signore assoluto come un Dio Re. Per questo motivo adottò una strategia che gli avrebbe garantito in ogni caso la vittoria: se l'attacco avesse avuto successo, sconfiggendo i Valar, egli sarebbe diventato il padrone del mondo. In caso contrario, con la disfatta di Nùmenor, Sauron non avrebbe più avuto avversari in grado di opporsi alla sua volontà di dominare la Terra di Mezzo e gli altri continenti di Arda. Come Tolkien stesso scrisse in una lettera, vi era un “reale pericolo nell’attacco dei Numenoreani guidati da Sauron, che avrebbe potuto portare grande rovina in Valinor stessa”. Ma la spedizione ebbe un esito imprevedibile.
Fu la più grande impresa militare mai effettuata da uomini fino ad allora: la flotta di Númenor era immensa e Manwë, il signore dei Valar, consapevole del fatto che il gesto di Ar-Pharazôn significava una sfida diretta ai limiti stabiliti da Ilúvatar, decise di invocare l'aiuto di Eru non appena il re e una parte del suo esercito approdarono nelle terre immortali. Ilúvatar fece allora sprofondare tutta la flotta degli uomini e l'intera isola di Númenor negli abissi, mentre Ar-Pharazôn e i guerrieri sbarcati con lui vennero sepolti da una frana sotto le colline del Tùna, dove si erano momentaneamente accampati. La geografia di Arda cambiò radicalmente: il mondo divenne un globo, le terre immortali furono tolte dalla sua superficie, nacquero nuovi continenti ed altri scomparvero. Da allora l'orgogliosa umanità fu costretta a vivere prigioniera di un pianeta sferico, interamente mortale e privo di vie d'uscita.
Il resoconto di questa catastrofe costituisce il tema centrale dell'Akallabêth (la caduta in lingua adûnaic), uno dei poemi contenuti ne Il Silmarillion.
Tuttavia, secondo la profezia, Ar-Pharazôn e gli altri númenoreani che lo seguirono risorgeranno partecipando alla scontro finale contro Morgoth.

### Bain
Figlio di Bard l'Arciere, sale al trono di Dale alla morte del padre, nel 2977. Alla sua morte, avvenuta nel 3007, gli succede il figlio Brand. Nella trilogia de Lo Hobbit diretta da Peter Jackson, è interpretato dall'attore scozzese John Bell. In questo adattamento, è orfano di madre e ha due sorelle, Sigrid e Tilda.

### Baragund
Baragund è originario del Dorthonion; è figlio di Bregolas, figlio di Bregor. Suo fratello è Belegund ed entrambi sono cugini di Beren il Monco. Unica sua figlia fu Morwen e fa parte del casato di Bëor.
Sopravvisse alla Dagor Bragollach e visse come un fuorilegge insieme a suo zio Barahir e altri compagni. Tuttavia essi furono ingannati da Sauron e uccisi.

### Barahir
Uomo del Ladros vissuto durante la Prima Era, figlio di Bregor e discendente della Casa di Bëor. Sua moglie fu Emeldir, e suo figlio fu Beren il Monco.
Barahir combatté nella Dagor Bragollach, durante la quale Morgoth annientò parte della resistenza dei Noldor al nord delle contrade del Beleriand. I territori del Ladros nel Dorthonion vennero devastati, e Bregolas suo fratello maggiore restò ucciso in battaglia, lasciando a Barahir il titolo di Signore di quelle lande ormai desolate. Questi però stava combattendo nelle contrade occidentali nei pressi dei guadi del Sirion, dove salvò la vita a Finrod Felagund, principe dei Noldor, consentendogli la ritirata a costo di numerose vite dei suoi. In segno di riconoscimento, Finrod donò a Barahir il suo prezioso anello, che in epoche successive divenne il più prezioso cimelio della futura Casa dei Re degli Uomini. Tale cimelio divenne noto col nome di Anello di Barahir, e in particolar modo durante la Prima Era fu simbolo di riconoscimento dell'alleanza tra Elfi e Uomini.
Dopo la Dagor Bragollach, Barahir visse sugli altopiani del Dorthonion con pochi compagni, gli unici che desiderassero abitare quelle foreste buie e spettrali, in quella regione che dopo la terribile battaglia venne denominata Taur-nu-Fuin. Allora Emeldir sua moglie guidò gli altri superstiti di quelle genti e si stanziò nel Brethil, mentre Barahir e i suoi compagni vennero decimati dagli schiavi dell'Oscuro Signore, finché restarono in tredici solamente. Questi vissero alla stregua di fuorilegge, pur sempre opponendo una stregua resistenza alle forze del Nemico. I dodici fidati compagni di Barahir erano: suo figlio Beren, i suoi nipoti Belegund e Baragund, Dairuin, Radhruin, Dagnir, Ragnor, Gildor, Gorlim l'infelice, Arthad, Urthel e infine Hathaldir il giovane. Il loro rifugio era nel Dorthonion sud-orientale, ma venne presto scoperto da Sauron a causa del tradimento di Gorlim, che, ingannato dal fantasma della sua sposa Eilinel, rivelò al Nemico la posizione del loro nascondiglio. Ma Eilinel era già morta, e Gorlim fu messo a morte anch'egli, e la compagnia assalita. Il figlio di Barahir, Beren, scappò dal massacro. In seguito egli seppellì il padre e prese il suo Anello. Grandi imprese, forse le più grandi mai attuate da un Uomo Mortale, erano destinate proprio a Beren figlio di Barahir.

### Bard II
Figlio di Brand, nipote di Bain e pronipote di Bard l'Arciere, sale al trono di Dale dopo la morte del padre, ucciso nel 3019 dagli Esterling durante la Guerra dell'Anello.

### Beregond
È presente nel romanzo Il Signore degli Anelli. È un Dunedain della Guardia della Cittadella di Minas Tirith.
Incontra lo Hobbit Peregrino Tuc per volere del sovrintendente Denethor, il quale vuole far meglio conoscere al mezzuomo in questione la Città Bianca.
Rischia la morte per aver cercato di guadagnare tempo uccidendo due Guardiani dei Luoghi Proibiti, in modo da salvare il suo amato capitano Faramir permettendo l'arrivo di Gandalf, ma per sua fortuna Re Elessar (ovvero Aragorn) come punizione gli intima di lasciare la città per diventare però capitano della Bianca Compagnia dell'Ithilien, agli ordini del sovrintendente Faramir.
Un altro fatto del libro in cui egli rischia la vita è quando l'orrendo capitano dei Troll di Mordor lo ferisce nella battaglia del Cancello Nero, al termine della Guerra dell'Anello; tuttavia egli viene salvato da un inaspettato intervento del giovane Peregrino, che uccide il capitano dei Troll rischiando a sua volta di venire schiacciato dal cadavere del mostro.
Ha un figlio di nome Bergil, che stringe amicizia con Pipino. Nel sequel incompleto scritto da Tolkien, The New Shadow, compare un vecchio di nome Borlas, fratello di Bergil e figlio minore di Beregond.

### Bergil
Appare nel Ritorno del Re, la terza parte del romanzo Il Signore degli Anelli, figlio di Beregond, una guardia della città di Minas Tirith. 
Quando Peregrino Tuc offre i propri servigi al Sovrintendente di Gondor viene affiancato a Beregond per apprendere le parole d'ordine. In quest'occasione Pipino conoscerà il figlio Bergil, il quale gli farà da guida alla città. Il ragazzo non aveva mai visto uno Hobbit.

### Bëor
Primo degli Uomini a giungere nel Beleriand, Bëor condusse il suo popolo oltre gli Ered Lindon, per sfuggire alle feroci popolazioni che si trovavano a est dei Monti Azzurri o alla ricerca dei Valar. Circa trecento anni dopo la venuta dei Noldor, la tribù fu casualmente scoperta da Finrod Felagund, della casata di Finarfin, re elfico del Nargothrond. Questi, che era caccia oltre il Sirion, sorprese gli uomini presso le sorgenti del Thalos. Finrod rimase a lungo con loro "e li ammaestrò alla vera conoscenza, e quelli lo amarono e lo vollero come loro signore".
Nel corso dei lunghi discorsi che si tennero tra Finrod e Bëor, emerse che il capo tribù non aveva intenzione di tornare alla "tenebra" che si stendeva alle loro spalle, ma anzi desiderava recarsi all'Occidente, e che vi erano molti altri uomini diretti verso il Beleriand. Bëor seguì dunque Finrod nel Nargothrond e rimase al suo servizio tutta la vita. Da questo deriva il suo nome, giacché Bëor significava "vassallo". Il suo nome prima era infatti Balan.
I discendenti di Bëor costituiranno l'importante Casa di Bëor, una delle più importanti dinastie Edain.

### Bocca di Sauron
Era il nome dato al principale emissario e servo di Sauron, del quale rappresentava appunto la volontà; appare nel Il Signore degli Anelli - specificamente nel terzo volume, Il ritorno del re.
Era uno dei Númenoreani Neri, quasi certamente un seguace di Herumor. Conosciuto anche come Luogotenente di Barad-dûr, aveva servito Sauron per lungo tempo, e aveva dimenticato il proprio nome. Uomo di alta statura e abile nell'uso della magia, era al pari di altri Dunedain, ma era caduto nell'oscurità. Secondo quanto riportato, questo individuo era entrato al servizio della torre oscura quando venne costruita di nuovo - quando incontrò Aragorn e Gandalf al cancello, la Bocca di Sauron aveva servito il suo padrone per 68 anni.
La Bocca di Sauron apparve brevemente di persona quando si trovò di fronte alle armate dell'ovest di fronte al Cancello Nero (Morannon in Sindarin) tentando di convincere Aragorn e Gandalf ad arrendersi e a lasciare vincere la guerra per la Terra di Mezzo a Sauron. Aragorn rifiutò l'offerta e così l'emissario scagliò contro l'esercito degli Uomini l'intera armata di Mordor.
È stato teorizzato che la Bocca di Sauron possedesse uno dei Sette Anelli dei Nani, il che spiegherebbe la sua età, il suo potere e la sua deformità. Questa ipotesi non è stata però confermata da alcuno scritto di Tolkien. D'altronde, l'età si spiega facilmente, poiché tutti i numenoreani vivevano a lungo, molto più di un uomo normale, sebbene nella Terza Era gli anni a loro disposizione fossero notevolmente calati.
Un'incoerenza sul titolo della Bocca di Sauron affiora dalle parole di Aragorn ne Le due torri: "(Sauron) [...] non usa nemmeno il suo vero nome, e non permette che esso venga scandito o pronunziato". La contraddizione si può però risolvere pensando che le informazioni di Aragorn siano risalenti agli anni a Dol Guldur: Sauron avrebbe concesso ai suoi servitori di farsi chiamare col proprio nome dal 2951 T.E., anno in cui "dichiara apertamente il proprio ritorno e raduna a Mordor le proprie forze".
Nel romanzo, la Bocca di Sauron esce dal Morannon con un piccolo gruppo di Númenoreani Neri. Negli altri adattamenti esce da solo.
La Bocca di Sauron appare nella versione animata prodotta da Rankin/Bass de Il ritorno del re, con la voce di Don Messick. Qui il suo ruolo è parecchio abbreviato. Infatti egli, dopo essersi presentato, avverte Aragorn che lui e i suoi uomini sono in inferiorità numerica per poi ritornare all'interno del Nero Cancello.
Ne Il Signore degli Anelli di Peter Jackson la Bocca di Sauron non appare nella versione cinematografica, ma solo nell'Extended Edition, interpretato da Bruce Spence, con le parole lammen gorthaur (Sindarin per "Voce di Sauron") incise in rune sul suo elmo, che copre l'intero volto ad eccezione della sua bocca, che è orribilmente sfigurata a causa delle malvagità che disse. La bocca è anche sproporzionatamente larga, creando un effetto inquietante. Dopo aver mostrato ad Aragorn la cotta di maglia in mithril di Frodo e aver mentito sul suo destino, è decapitato da Aragorn con Andúril.
Appare anche nel videogioco Il Signore degli Anelli: Il ritorno del re come boss al livello "Cancello Nero".
La Bocca di Sauron è uno degli antagonisti giocabili nella campagna del Male del Il Signore degli Anelli: La battaglia per la Terra di Mezzo 2, Il Signore degli Anelli: La conquista, Il Signore degli Anelli: L'avventura di Aragorn, e nel gioco per GameBoy Advance Lord of the Rings - The Third Age. Ne La battaglia per la Terra di Mezzo 2, come tutti gli "eroi" possiede abilità speciali che acquisisce salendo di livello ed appare in molte missioni come emissario di Sauron.
In Guardians of Middle-earth il suo aspetto è basato su quello della trilogia di Peter Jackson ma appare radicalmente diverso: è vestito con una lunga tunica rossa e il sopra è ricoperto da un'armatura, che ricoprono completamente il suo corpo dalla pelle bluastra, e da un elmo allungato che lascia soltanto vedere l'orrenda bocca; è armato con un bastone grazie al quale può attaccare con vari malefici.

### Borondir
Borondir era un soldato di Gondor, più precisamente uno dei cinque messaggeri che cavalcarono verso nord, lungo l'Anduin, per rintracciare gli antichi alleati di Gondor, gli Éothéod. Infatti, Gondor era stata attaccata dagli Esterling nel 2509 della Terza Era. 

Borondir fu l'unico sopravvissuto della spedizione e presentò la Freccia Rossa al Re degli Éothéod, Eorl il Giovane; quest'ultimo gli diede il titolo onorario di "Stendardo del Re".

### Brand
Figlio di Bain e nipote di Bard l'Arciere, sale al trono di Dale nel 3007, alla morte del padre. Viene ucciso nel 3019 durante la Guerra dell'Anello, e Dáin Piediferro protegge il suo corpo caduto dalle orde di Esterling prima di essere a sua volta ucciso. Gli succede il figlio Bard II.

### Eldarion
È il figlio di Aragorn, Re del Regno Riunito di Arnor e Gondor, e Arwen, che hanno almeno altre due figlie. Egli eredita il trono alla morte del padre, avvenuta il 1º marzo 120 Q.E.. Nel terzo film della trilogia cinematografica di Peter Jackson Eldarion, che è interpretato da Sadwyn Brophy (figlio dell'attore neozelandese Jed Brophy, che nella trilogia de Lo Hobbit interpreta il Nano Nori), fa una breve apparizione: Arwen, mentre si sta recando ai Porti Grigi per raggiungere il reame di Valinor, ha una visione di Aragorn che abbraccia un bambino, cioè il loro futuro figlio Eldarion, pertanto decide di tornare indietro e di non partire più per le Terre Immortali.

### Elros
Nato nel 525 della Prima Era da Eärendil e Elwing, Elros Tar-Minyatur fu uno dei mezzelfi che scelse di diventare un Uomo mortale, e fu più tardi incoronato primo Re di Númenor.
Riguardo al significato del nome di Elros, Christopher Tolkien lo interpreta come "Spruzzo di Stelle"; probabilmente, però, il figlio del romanziere si è confuso, valendo la radice elfica el- sia per la parola "elfo" che per "stella", e il reale significato di "Elros" dovrebbe essere "Schiuma di Elfo", che deriva da un racconto della sua giovinezza. Maedhros e Maglor rapirono Elros e il fratello gemello, Elrond, come tributo per il rifiuto di Elwing a rinunciare al proprio Silmaril. Maedhros e Maglor più tardi si pentirono e si presero cura di loro, allevandoli come se fossero figli loro. Durante la ricerca per riguadagnare i Silmaril da Eönwë, lasciarono i bambini vicino ad una cascata, nella foresta, dove erano stati trovati. Così egli fu chiamato "Elfo della Schiuma", intesa come schiuma dell'acqua.
In quanto Mezzelfi, lui e il fratello si trovarono di fronte alla scelta tra essere Uomini o Elfi. Elros scelse di diventare uno degli Edain, e quindi mortale, divergendo nella scelta dal fratello Elrond, che scelse l'immortalità. Come ricompensa per le sofferenze degli Edain contro l'ombra di Morgoth, i Valar fecero sorgere un'isola dove costoro potessero dimorare, lontano dai pericoli della Terra di Mezzo. Elros e gli Edain sopravvissuti salparono oltre il Mare e, guidati dalla Stella di Eärendil, giunsero alla grande Isola di Elenna, più ad ovest di tutte le terre Mortali, e qui fondarono il reame di Númenor. Inoltre i Valar garantirono ad Elros e ai suoi eredi una vita più lunga di quella dei normali Uomini.
Nell'anno 32 della Seconda Era, Elros divenne il primo dei Re di Númenor, prendendo il nome quenya di Tar-Minyatur, che significa "Primo Alto-Re"; questa del nome in Quenya sarà la convenzione con la quale i Re successivi adottarono i loro titoli. Egli regnò per 410 anni, fino alla sua morte nel 442 S.E., all'età di 500 anni.
Elros ebbe quattro figli:
- Vardamir Nólimon, il primogenito, che gli succederà al trono, ma abdicherà quasi subito in favore del suo stesso figlio;
- Tindómiel, sua figlia;
- Manwendil e Atanalcar, i suoi ultimi maschi.

### Erkenbrand
È il signore dell'Ovestfalda, ovvero il territorio occidentale di Rohan.
Al tempo della Guerra dell'Anello, Erkenbrand si era ritirato dal servizio presso Théoden: egli era signore di molte terre dell'Ovestfalda, e dopo la morte del figlio di Théoden, Théodred, presso i Guadi dell'Isen, prese il comando dell'esercito di Rohan stanziato in quella regione. Grimbold ed Elfhelm guidarono le truppe dopo che Erkenbrand risultò disperso durante una ritirata. Tuttavia, Gandalf riuscì a ritrovarlo e, insieme a tutte le truppe che poterono radunare intorno a loro, marciarono in soccorso degli altri Rohirrim assediati nel Fosso di Helm, arrivando appena in tempo per scongiurare la sconfitta. Quando l'esercito di Théoden partì per la Battaglia dei Campi del Pelennor, egli rimase presso il Fosso, riparando i danni subiti dal Trombatorrione e custodendo i prigionieri del Dunland. Dopo la guerra, Éomer nominò Erkenbrand Maresciallo dell'Ovestfalda.
Il nome Erkenbrand deriva da due parole in antico inglese: eorcan ("prezioso") e brand ("spada").
Tolkien descrive Erkenbrand nella battaglia del Fosso di Helm, come un Uomo alto e possente con uno scudo rosso e con grande corno nero dallo squillo vibrante. Inoltre, prima dell'inizio della battaglia, Théoden, costernato di non aver notizie del suo Maresciallo, ammette di sentire la mancanza dei suoi consigli: tale frase indica certamente che oltre ad essere un uomo forte e valoroso su campo di battaglia, è anche saggio e accorto.
Erkenbrand non è presente nel secondo film della trilogia cinematografica di Peter Jackson, a causa di una semplificazione della trama: non è infatti Erkenbrand a guidare gli uomini assieme a Gandalf, ma Éomer, che nel film era stato allontanato da Théoden su consiglio di Grima Vermilinguo. Nel libro tutto questo non accade, in quanto Éomer rimane dall'inizio alla fine presso il suo signore, e combatte assieme a lui la Battaglia per il Fosso di Helm.

### Éomund (capitano delle armate)
Era il capitano delle armate degli Éothéod sotto Eorl il Giovane, primo re di Rohan.
Di lui sappiamo che prese parte alla cavalcata di Eorl, quando i futuri Rohirrim accorsero in aiuto di Gondor assalito, ottenendo in cambio il territorio del Calenardhon dove fondarono il loro regno, e che era presente con il suo re al giuramento di Cirion (Sovrintendente di Gondor), con il quale appunto i Rohirrim ottennero quelle terre, nel 2510 della Terza Era.

### Éomund (maresciallo del Mark)
Era il Primo Maresciallo del Mark (Rohan) all'epoca di Théoden, del quale sposò la sorella Théodwyn: dal matrimonio nacquero Éomer ed Éowyn.
Éomund era incaricato della sicurezza del Mark orientale di Rohan, dove le incursioni degli Orchi erano una costante minaccia per gli abitanti e per i preziosi cavalli del Mark, i mearas. Il suo odio per gli Orchi lo portava spesso ad azioni avventate.
Fu proprio durante un incauto inseguimento di una banda di razziatori che fu ucciso, in un'imboscata presso gli Emyn Muil, nel 3002 della Terza Era. Poco dopo di lui morì anche la moglie, Théodwyn, e i figli vennero accuditi dallo zio, il re Théoden. Éomer erediterà la carica del padre.

### Eriol
Eriol (detto anche Ælfwine) è un personaggio creato da Tolkien nei primi scritti del suo universo immaginario.
È un anglosassonne del V secolo e le sue imprese sono narrate nei Racconti ritrovati e nei Racconti perduti; è il primo Uomo a trovare la Strada Diritta e raggiungere Tol Eressëa dopo millenni di isolamento dalla razza umana.
Il nome Ælfwine significa "Amico degli Elfi" in Antico Inglese, mentre Eriol e Alvin sono forme moderne dello stesso nome. Secondo quanto scritto da Tolkien, Eriol raggiunse Eressëa grazie ai consigli di un vecchio trovato su un'isola sperduta. Gli Elfi rivelarono ad Eriol che si trattava in realtà di Ulmo in persona. Essi ospitarono Eriol per molti mesi, raccontando ogni sera una parte delle loro storie.
Nonostante non si trovi traccia di alcuna cornice nella versione definitiva de Il Silmarillion, alcuni degli ultimi scritti indicano che Tolkien non aveva ancora completamente abbandonato l'idea di inserirne una. Comunque, il personaggio di contorno non sarebbe stato più Eriol ma Bilbo Baggins, il quale sarebbe stato il redattore di una raccolta scritta delle tradizioni orali degli Elfi.
Eriol è citato anche nella raccolta The History of Middle-earth come il traduttore di vari brani dall'Elfico all'Antico Inglese. Una minima discrepanza può trovarsi nel dialetto usato da Eriol, tipico della Mercia (il preferito da Tolkien), mentre si dice provenisse dall'Inghilterra settentrionale.

### Finduilas di Dol Amroth
Finduilas era la figlia del Principe Adrahil II di Dol Amroth, un Uomo del Sud il quale, oltre a lei, ebbe altri due figli, un maschio e una femmina: Ivrinel e Imrahil (che diventerà poi anch'egli Principe di Dol Amroth).
Nel 2976 T.E., fu data in sposa al molto più vecchio Denethor, figlio di Ecthelion II, il Sovrintendente di Gondor. Una descrizione di dama Finduilas è data nell'Appendice A de Il Signore degli Anelli:
(J.R.R. Tolkien, Il Signore degli Anelli, "Appendice A" (traduzione di Vicky Alliata di Villafranca))
Nel 2978 Finduilas diede alla luce un bambino, Boromir, che fu molto amato dal padre, e nel 2983 partorì il secondo, Faramir, che crebbe più debole del fratello. Faramir fu ignorato dal padre, e lei fece del suo meglio per allevarlo da sola.

Nel 2984 Ecthelion II improvvisamente morì, e Denethor divenne il nuovo Sovrintendente. La salute di dama Finduilas si fece sempre più debole, e quattro anni dopo morì alla giovane età di trentotto anni (davvero giovane, considerato che era una Dúnadan). Denethor non si risposò, e 
(J.R.R. Tolkien, Il Signore degli Anelli, "Appendice A" (traduzione di Vicky Alliata di Villafranca))
 Non fu molto dopo la morte di lei che cominciò a pensare che l'assedio di Mordor sarebbe giunto durante la sua sovrintendenza, e questa scomparsa fu il seme della pazzia che si impadronì man mano di lui, fino a portarlo al suicidio, trentuno anni dopo.

### Forlong
È, all'epoca della Guerra dell'Anello, il signore del Lossarnach, contrada meridionale del Regno di Gondor.
Sebbene egli (come del resto gran parte delle sue genti) non fosse di discendenza Númenóreana, accorse comunque in difesa di Minas Tirith il 9 marzo dell'anno 3019 T.E., a capo di circa duecento uomini, perlopiù allevatori e contadini.
Forlong venne ucciso durante la Battaglia dei Campi del Pelennor, nel tentativo di dare man forte all'assalto dei Rohirrim: rimasto solo e senza cavallo, venne dilaniato dalle asce degli Esterling.

### Freca
(John Ronald Reuel Tolkien, Il Signore degli Anelli)
È citato ne Il Signore degli Anelli. Era un nobile rohirrim, benché di sangue dunlandiano, vissuto a Rohan ai tempi di Re Helm Mandimartello.
Freca è descritto come un corpulento uomo dai capelli scuri, caratteristica quest'ultima associabile alle sue origini dunlandiane, nonostante avanzasse pretese di discendenza da Re Fréawine di Rohan. Era molto ricco e possedeva vaste terre sia sulla sponda dunlandiana che su quella rohirrim del fiume Adorn, confine fra i due reami.
Egli abitava in una fortezza che aveva eretto nei pressi della sorgente del fiume. Nonostante Re Helm non si fidasse di lui, lo invitava sempre alle sedute del suo consiglio.
Nel 2754 T.E. Freca progettò un matrimonio fra suo figlio Wulf e la figlia di Helm e si recò a Edoras, scortato da un gran numero di uomini, per avanzare la sua proposta al sovrano. Il suo progetto venne tuttavia respinto ed egli reagì insultando Helm che, furente, lo colpì con un pugno tale ucciderlo. In seguito la sua famiglia venne bandita da Rohan e trovò rifugio nel Dunland.
Questo episodio peggiorò le già difficili relazioni fra Rohirrim e Dunlandiani e fu causa dell'invasione, guidata da Wulf figlio di Freca, che quattro anni dopo avrebbe messo Rohan in ginocchio.

### Galador
Galador di Dol Amroth è stato un nobile gondoriano, che divenne primo Principe di Dol Amroth, come vassallo del Re di Gondor.
Galador era figlio di un nobile Dunedain gondoriano noto come Imrazor il Numenoreano, e di una fanciulla elfica, Mithrellas, che giunse in quelle terre al seguito di Amroth re di Lórien e della sua sposa Nimrodel; Galador aveva probabilmente anche una sorella, di cui non sappiamo nulla se non il nome, Gelmith.
Tolkien non spiega in quale modo prese la decisione obbligata per ogni mezzelfo, ovvero se appartenere alla razza elfica o a quella umana, e nemmeno perché divenne Principe, ma si presume che scelse di appartenere ai Secondogeniti in quanto venne cresciuto dal padre, e si guadagnò il titolo servendo in battaglia i Re di Gondor.
Sui discendenti furono i principi Adrahil ed Imrahil, nonché Finduilas che andò in moglie a Denethor il Sovrintendente, padre di Faramir e Boromir della Compagnia dell'Anello.
Con la sua discendenza, tracce di sangue elfico si diffusero quindi nei sovrintendenti di Gondor ed in seguito anche nei Re di Rohan dopo Éomer, avendo sposato quest'ultimo una figlia di Imrahil.

### Galdor
Galdor (detto l'Alto) è un Uomo della Terza Casa degli Edain. Era figlio di Hador Lórindol e, sposata Hareth degli Haladin, divenne padre di Húrin ed Huor. Aveva un fratello di nome Gundor e una sorella chiamata Glóredhel.
Divenne Signore del Dor-lómin alla morte del padre (discendendo egli in linea diretta da Marach, capostipite della Terza Casa degli Uomini), avvenuta durante la Dagor Bragollach. Regnò sulle terre del suo popolo come vassallo dei Re dei Noldor della Casata di Fingolfin che governavano lo Hithlum. Fu un valente guerriero e condottiero, ma fu infine ucciso da una freccia, durante un assalto fatto dalle forze di Morgoth agli Elfi e agli uomini, nell'anno 462 P.E.
Nelle opere di J.R.R. Tolkien, il nome Galdor è assunto anche da due altri personaggi:
- Uno dei Signori di Gondolin durante la Prima Era, tra i massimi guerrieri di quel regno assieme a Turgon, Ecthelion e Glorfindel.
- Uno degli Elfi del popolo di Círdan nei Porti Grigi durante Terza Era, messaggero di quest'ultimo a Gran Burrone in occasione del Consiglio di Elrond; Galdor propose di affidare l'Unico Anello a Tom Bombadil, che sembrava non risentire del potere di questo.

### Gamling
È il Capitano delle truppe di Rohan di stanza al Fosso di Helm ne Il Signore degli Anelli.
Gamling il Vecchio è l'anziano Capitano che Erkenbrand dell'Ovestfalda ha posto a guardia del Fosso di Helm. Egli accoglie Théoden, Éomer e i loro uomini in fuga dall'esercito di Saruman. Guida la difesa del Fosso insieme ad Éomer e ad Aragorn, ma insieme al Maresciallo e a Gimli il Nano sarà costretto a ritirarsi nelle Caverne Scintillanti. Ne uscirà vittorioso grazie all'arrivo di Gandalf e di Erkenbrand e alla sconfitta delle truppe di Saruman. Non comparirà in seguito ne Il Signore degli Anelli.
Nei film di Peter Jackson l'importanza del personaggio è molto aumentata. Egli non è più un semplice capitano, ma è il Vice-Capitano delle Guardie di Re Théoden. A seguito della morte del Capitano Háma, in un agguato degli Warg, diventa egli il Capitano della Guardia Reale e difende il Re durante la battaglia del Fosso di Helm, diventando anche il Vessilifero dello Stendardo Reale. Durante Il ritorno del re pare diventare Maresciallo, poiché non segue Théoden, ma guida una propria éored, proprio come Éomer e Grimbold. Dopo la Battaglia dei Campi del Pelennor non compare più.

### Ghân-buri-Ghân
(John Ronald Reuel Tolkien, Il Signore degli Anelli)
Egli è il capo dei Drúedain dell'Anórien verso la fine della Terza Era. Ne Il ritorno del re offre il suo aiuto a Théoden, re di Rohan, permettendo al suo esercito di raggiungere Minas Tirith e di partecipare alla battaglia dei Campi del Pelennor.
Ghân-buri-Ghân viene descritto ne Il Signore degli Anelli come una creatura bizzarra e poco attraente: egli appare anziano e tarchiato, con gambe corte e braccia grasse e goffe, bitorzoluto, con una rada barba sparpagliata sul mento e abbigliato solo con un po' di erba attorno alla vita. Il suo viso è piatto e i suoi occhi piccoli e scuri. Ha una voce profonda e gutturale e parla l'Ovestron con difficoltà.
Ghân-buri-Ghân era il capo dei Drúedain della Foresta Drúadana, chiamati Woses dagli Uomini di Rohan, negli ultimi anni della Terza Era. Il 13 marzo 3019 T.E. fu ricevuto da Re Théoden di Rohan, in marcia con i suoi cavalieri attraverso l'Anórien per raggiungere Minas Tirith, assediata dagli eserciti di Sauron. Egli informò i Rohirrim del pericolo rappresentato dai nemici accampati lungo la strada per Gondor e propose di condurli attraverso un antico percorso númenóreano perduto nei boschi, in modo da aggirare lo scontro e raggiungere più celermente il Pelennor. In cambio chiese a Théoden di uccidere tutti gli Orchi (che chiamava gorgûn) e di cessare le persecuzioni a cui i Drúedain, considerati più animali che uomini, erano sottoposti dagli Uomini di Rohan. Théoden accettò l'accordo e, guidato da Ghân-buri-Ghân e protetto dalla sorveglianza dei suoi uomini, raggiunse Minas Tirith in tempo per partecipare alla battaglia contro l'esercito di Mordor.
In seguito alla sconfitta definitiva di Sauron, Re Elessar, a ricompensa per l'aiuto offerto, proclamò la Foresta Drúadana proprietà di Ghân-buri-Ghân e del suo popolo, vietando a ogni mortale di mettervi piede senza il permesso dei Drúedain.
Ghân-buri-Ghân non compare nella trilogia cinematografica diretta da Peter Jackson. Tuttavia un suo ritratto, realizzato da John Howe, compare nella collezione di carte da gioco ad essa ispirata.

### Gilraen
È un personaggio secondario che compare solamente nell'Appendice A de Il Signore degli Anelli. Appartiene alla stirpe dei Dunedain, è la madre di Aragorn II, discendente di Elendil, e sposa di Arathorn II. Nata nel 2907, figlia di Dírhael e Ivorwen, discende dal capitano Aranarth. Inizialmente il padre osteggiò il suo matrimonio, in parte perché la figlia era ancora troppo giovane per contrarre nozze, in parte perché aveva previsto che Arathorn avrebbe avuto una vita breve. Ivorwen riuscì a convincerlo, indicando la morte prossima come un ulteriore incentivo a lasciarli sposare al più presto. Dopo la morte dello sposo lascia in custodia suo figlio, di soli due anni, a Elrond il Mezzelfo, signore di Gran Burrone. Lei invece decise di tornare tra la sua gente e vi morì all'età di 101 anni.
Nella versione estesa del primo dei tre film tratto da Il Signore degli Anelli, ovvero La Compagnia dell'Anello, si vede Aragorn vicino alla tomba di Gilraen, con incise in tengwar le parole in lingua sindarin di addio a suo figlio: «Onen i-Estel Edain, ú-chebin estel anim» (Ho dato la speranza ai Dúnedain, non ne ho conservata per me). La parola "Estel", Speranza, è il nome con cui Gilraen era solita chiamare il figlio. La stessa frase viene usata nel terzo film, "Il ritorno del re", da Elrond e Aragorn.

### Gimilkhâd
Era il figlio più giovane di Ar-Gimilzôr, e padre di Ar-Pharazôn. Uomo forte e duro, guidò gli Uomini del Re contro la politica filo-elfica del fratello, Tar-Palantír.

### Girion
Girion fu l'ultimo signore degli Uomini di Dale, città presso il regno nanico di Erebor, prima che il drago Smaug vi apportasse distruzione e morte. Girion morì durante l'attacco del drago, mentre sua moglie e suo figlio riuscirono a salvarsi. Della città non rimasero che rovine finché, centosettant'anni più tardi, Bard della Città del Lago uccise il drago con una freccia e venne eletto re di Dale, essendo lui stesso presunto discendente di Girion. Nell'occasione Bard diede in dono al re degli Elfi di Bosco Atro una collana tempestata di smeraldi, che si narra sia appartenuta proprio a Girion.
Il nome di Girion sembrerebbe Elfico, e contiene forse gir, «faretra» o «brivido».
Nella trilogia de Lo Hobbit diretta da Peter Jackson, il ruolo di Girion è interpretato da Luke Evans (attore che interpreta anche Bard). Compare nella versione estesa de Lo Hobbit - Un viaggio inaspettato e, con maggiore rilevanza, in Lo Hobbit - La desolazione di Smaug. Nella trilogia, Girion tenta di colpire il drago (durante l'attacco di Dale) con le frecce nere forgiate direttamente ad Erebor. Il suo tentativo risulta vano, ma Girion riesce comunque a ferire il drago, rimuovendo un piccolo pezzo della sua corazza di scaglie. In quel punto, anni dopo, Bard, suo discendente, scoccherà l'ultima freccia nera ed ucciderà il drago.

### Grimbeorn il Vecchio
È descritto come un uomo possente, ed è figlio di Beorn. Dopo la morte del padre gli succede come capo di uomini robusti e valorosi, i Beorniani, stanziatisi nelle terre tra le Montagne Nebbiose e Bosco Atro.
Grimbeorn stesso spesso si riferisce a sé stesso come "Grimbeorn il Vecchio", ma non abbiamo dettagli chiari sulla sua età. Tuttavia, quando Bilbo, Gandalf e la compagnia di Thorin Scudodiquercia giunsero da suo padre Beorn nel 2941 T.E. apparentemente viveva da solo perciò si suppone che sia nato dopo quell'evento. Per questo motivo gli si può attribuire un'età di massimo settantasette anni.
Ai tempi della Guerra dell'Anello Grimbeorn guidava già i Beorniani e difendeva il passaggio da Valle (uno dei soprannomi di Dale) a Gran Burrone: l'Alto Passo e il Guado della Carroccia. Si dice che non facessero passare nessun lupo od Orco nel territorio.

### Hador
Discendente di Marach, capostipite della Terza Casa degli Uomini, o almeno il primo Uomo ad attraversare i monti Ered Luin alla guida delle sue genti. Hador veniva chiamato Lórindol, cioè Testadoro o Chiomadoro, e combatté al fianco dei grandi Signori dei Noldor. Fu così che Fingolfin, l'allora Re Supremo degli Elfi Noldorin nel Beleriand, concesse ad Hador Chiomadoro la signoria del Dor-lómin, regione dello Hithlum. Hador portava in capo quello che sarebbe divenuto il più grande cimelio della sua famiglia, l'Elmo di Drago del Dor-lómin. Ebbe come figli Galdor l'Alto e Gundor. Morì nella Dagor Bragollach, la quarta grande Guerra del Beleriand, assieme a suo figlio Gundor. Le sue gesta resero la Terza Casa degli Uomini la più amata dagli Elfi, e la sua stirpe viene spesso indicata come la Casa di Hador. Tra i suoi discendenti vi furono Húrin Thalion, il più possente dei guerrieri degli Uomini, e Tuor, cui, unico tra gli uomini, venne concesso di dimorare nelle Terre Imperiture di Aman. Figlio di Tuor fu Eärendil, che appellandosi ai Valar salvò le sorti di Elfi e Uomini nella Terra di Mezzo.

### Halbarad
È un Dúnedain che seguì Aragorn nel suo viaggio attraverso i Sentieri dei Morti per ricevere il giuramento dei traditori di Erech.
In seguito combatté nella Battaglia dei Campi del Pelennor, recandocisi con un seguito di Raminghi del Nord (la Grigia Compagnia). Durante la battaglia sventolò lo stendardo realizzato da Arwen per Aragorn, simbolo della rinata dinastia dei Re di Gondor, combattendo valorosamente fino alla morte.
Halbarad è doppiato da Martyn Read nell'adattamento radiofonico de Il Signore degli Anelli prodotto dalla BBC Radio.
Il personaggio e tutti gli eventi che lo vedevano implicato nel libro sono stati tagliati nella famosa trilogia cinematografica di Peter Jackson.
Halbarad compare però nel fan film Born of Hope, interpretato da Lars Mattes (da bambino) e da Ollie Goodchild (da ragazzo). In questo film, viene specificato che era figlio di Halbaron, uno dei Dúnedain a servizio di Arathorn II, e di sua moglie Evonyn (i quali erano inoltre diventati i genitori adottivi di Maia, una bambina rimasta precocemente orfana), e che quando Aragorn aveva due anni egli era un ragazzo adolescente: questa trama è potenzialmente coerente con il libro, dal momento che Tolkien non ha mai puntualizzato questi dettagli. Molto significativa è la scena in cui prende in braccio il piccolo Aragorn e piantando lo stendardo a terra reclama quella terra in nome del Re, dal momento che circa 90 anni dopo sarà proprio lui a consegnare ad Aragorn lo stendardo in occasione della battaglia dei Campi del Pelennor.

### Háma
(Háma - Le due torri)
È il guardiano della porta della sala del trono e capitano della guardia del Re di Rohan, Théoden.
Il 2 marzo 3019 della Terza Era, Háma è fra coloro che ricevono a Meduseld quattro dei nove membri della compagnia dell'anello: Aragorn, Gandalf, Gimli e Legolas.
Per permettere ai quattro viaggiatori di poter incontrare Re Théoden impone loro di consegnare le armi, seguendo l'ordine di Grima, consigliere del re, da lui e da molti altri soprannominato dispregiativamente "Vermilinguo". Sebbene all'inizio Aragorn e Gimli fossero restii all'idea, alla fine, seguendo il buon esempio degli altri due Compagni, accettano e consegnano le armi. Háma si fa però convincere dallo stregone e gli permette di tenere il bastone, conscio che questo fosse, nelle mani dell'Istaro, ben più di un semplice appoggio. Grazie anche al bastone, Gandalf libererà il re dal giogo di Grima.
Confondendo il suo gesto davanti alle porte come un sintomo di scarsa premura, Théoden relegherà momentaneamente Háma al ruolo di messaggero, e gli ordinerà di portare Éomer al suo cospetto. Tuttavia anche in questa occasione Háma si permetterà di interpretare a modo suo l'ordine ricevuto: non porterà infatti Éomer di fronte al re come prigioniero, ma come uomo libero. Anche in questo caso, comunque, l'esito delle azioni del capitano della guardia saranno positive: la prova della fedeltà del nipote, il prendere in mano la spada che questi gli porgeva, insieme alle parole di Gandalf, sanciranno la definitiva guarigione di Re Théoden. Sarà poi sempre Háma a recuperare Herugrim, la spada del re, dal forziere in cui Grima l'aveva nascosta insieme a molti altri oggetti che erano stati rubati.
Háma accompagnerà Théoden in guerra; prima di partire, il Re chiede ai Capitani e ai Signori della sua corte chi di loro sarebbe rimasto indietro a guidare il popolo in sua assenza: quando nessuno si fa avanti, è ancora Háma a risolvere l'impasse, facendo il nome di Éowyn, nipote del Re. Al momento della separazione con Gandalf, quando alcuni uomini cominciarono a mettere in dubbio le azioni dello stregone, egli esprimerà la propria fiducia nei suoi confronti, dicendo che l'avrebbe aspettato come richiesto. Tuttavia, egli non rivedrà mai più Gandalf: al Fosso di Helm, durante la Battaglia del Trombatorrione, troverà la morte per mano degli orchi di Saruman e da essi il suo corpo verrà fatto a pezzi. A differenza della sua morte in sordina e quasi squallida nel film, nel libro Háma combatte strenuamente, viene isolato e circondato e soccombe in maniera eroica, dando il tempo di mettere in salvo diversi civili.
In seguito, al contrario degli altri caduti, posti in due grossi tumuli, uno per i nativi dell'Ovestfalda, l'altro per chi proveniva dai territori più ad est, verrà sepolto in una tomba solitaria all'ombra del Trombatorrione: a posare la prima manciata di terra sulla salma sarà il re in persona, rimpiangendo la perdita del suo capitano. Un ulteriore testimonianza del legame tra i due si vedrà ai piedi di Orthanc: tra i pensieri che salveranno Théoden dall'incantesimo di Saruman, posto d'onore trova il ricordo del cadavere fatto a pezzi di Háma.
Dall'inglese antico, Háma potrebbe derivare dalla parola hám che significa "villaggio", "agglomerato rurale", oppure dalla parola hama che significa "copertura", "rivestimento".
Nel film Le due torri di Peter Jackson è impersonato dall'attore neozelandese John Leigh. Conserva il ruolo di custode della porta, ma rispetto al libro perisce in un attacco degli warg di Saruman prima di arrivare al Fosso di Helm.
Nella trasposizione radiofonica della BBC la voce di Háma venne affidata a Michael Spice.

### Imrahil
Figlio di Adrahil, discendente da Galador, nacque nel 2955 e divenne principe di Dol Amroth alla morte del padre, nel 3010. Aveva due sorelle più anziane, Ivriniel e Finduilas. Quest'ultima sposò Denethor Sovrintendente di Gondor, dando alla luce due figli: Boromir e Faramir. Imrahil ebbe una moglie, di cui non si conosce il nome, la quale gli diede quattro figli: Elphir, Erchirion, Amrothos e Lothíriel, la quale sposò Éomer.
Ebbe un ruolo principale nella Guerra dell'Anello, in quanto condusse un contingente di cavalieri di Dol Amroth e 700 uomini d'arme in aiuto di Gondor. Con i suoi cavalieri e Gandalf il Bianco, condusse la sortita in aiuto di suo nipote Faramir che si stava ritirando da Osgiliath. Questa presenza fu determinante poiché Faramir, colpito da una freccia, sarebbe stato ucciso se non fossero intervenuti i cavalieri di Dol Amroth, in più Imrahil tolse la freccia che lo aveva colpito, e lo riportò col suo cavallo a Minas Tirith.
Quando Denethor si rifugiò nella cittadella con Faramir ferito, Imrahil assistette Gandalf il Bianco che aveva assunto il controllo delle difese della città assediata.
Durante la Battaglia dei Campi del Pelennor si imbatté nel gruppo di uomini di Rohan che stavano difendendo il cadavere del loro re, Théoden, e il corpo di Éowyn nipote del re. Egli si fermò per rendere omaggio ai caduti, ma nel mentre, si accorse che Éowyn era ancora in vita e mandò un uomo in città per i soccorsi. Fatto ciò corse in aiuto di Éomer e combatté fino alla fine della battaglia.
Con Denethor morto e Faramir in fin di vita, non vi era alcun sovrintendente da cui Aragorn potesse formalmente riprendere la signoria di Gondor, così fu Imrahil a governare su Gondor fino al risveglio di Faramir. In qualità di reggente di Gondor, partecipò all'ultima discussione, nella quale si decise che per dare una possibilità a Frodo di distruggere l'Unico Anello, avrebbero dovuto attaccare il Cancello Nero per distrarre Sauron.
Nella Battaglia del Morannon, Imrahil combatté in prima linea fino a quando l'esercito di Mordor si disperse per la distruzione dell'Unico Anello e di Sauron.
Assistette all'incoronazione di Aragorn e al funerale di Théoden a Edoras, dove soggiornò per qualche tempo. Lui ed Éomer divennero grandi amici, tanto che in seguito questi sposò Lothíriel, figlia di Imrahil.
Dopo la Guerra dell'Anello Imrahil, essendo uno dei Signori dei Feudi, sedette accanto a Faramir nel Grande Consiglio di Gondor.
Quando morì, nell'anno 34 della Quarta Era, gli succedette suo figlio Elphir.

### Isilmo
Fu figlio del Re di Númenor Tar-Súrion, e dunque fratello più giovane della Regina Tar-Telperiën. Poiché questa rifiutò di sposarsi e non ebbe figli, le successe sul trono il figlio di Isilmo, Minastir, presumibilmente perché Isilmo era già morto o troppo vecchio, alla morte della sorella, per poter prendere il trono.
Alcuni appassionati hanno pensato che Isilmo potrebbe essere stato uno degli Uomini irretiti dal potere dei Nove Anelli, o addirittura proprio il Signore dei Nazgûl. Questo teoricamente potrebbe essere possibile, poiché Sauron si impadronì degli Anelli circa trentaquattro anni prima della morte di Tar-Telperiën, e in quegli anni probabilmente Isilmo era ancora vivo. Ma se Isilmo avesse veramente ricevuto un Anello del Potere, avrebbe dovuto smettere di invecchiare, sopravvivendo alla sorella e diventando Re di Númenor al posto del proprio figlio. Potrebbe anche essere stato creduto morto, giacché se egli fosse diventato un Nazgûl o il loro capo sarebbe andato a vivere (probabilmente) nella Terra di Mezzo sotto il controllo di Sauron.

### Lalaith
Lalaith, il cui nome originale era Urwen, fu la figlia secondogenita di Húrin e Morwen, e sorella minore di Túrin Turambar. Il soprannome, che in Sindarin significa "riso", le fu dato da tutti coloro che la conobbero nella sua breve vita, in quanto: "il suo riso era come l'acqua dei lieti rivi che venivano cantando dai colli, frusciando tra le mura della casa di suo padre, soprannominati a quel tempo Nen Lalaith...". Húrin disse che assomigliava ad una figlia degli elfi, tale era la sua bellezza. All'età di tre anni però, a causa del Perfido Fiato, il vento pestilenziale fatto scendere su quelle contrade da Morgoth, ella morì, al pari di molti giovani della Casa di Hador. La sua morte gettò il fratello in un profondo sconforto, al punto che egli, nel tentativo di comporre un canto di cordoglio, spezzò l'arpa. Quindi levò la mano verso il nord, sfidando apertamente Morgoth, dicendo: 
(J.R.R Tolkien, Racconti Incompiuti, capitolo II "Narn I Hîn Húrin", p.98)

### Lothíriel
Lothíriel nacque dal principe Imrahil di Dol Amroth nell'anno 2999 della Terza Era. Aveva tre fratelli maggiori: Elphir, Erchirion e Amrothos.
Nel 3021 T.E. Lothíriel sposò Éomer, 18º re di Rohan, e gli diede un unico figlio di nome Elfwine, che divenne il 19º Re di Rohan alla morte di suo padre. Éomer morì nell'anno 63 della Quarta Era, mentre la data di morte di Lothíriel non è conosciuta.

### Morwen
Morwen è l'unica figlia di Baragund, figlio di Bregolas.
Parente stretta di Beren, il monco, era alta, bruna di capelli e per lo sguardo era detta Eledhwen, cioè Splendore degli Elfi, ma era di modi rigidi e alteri.
Sposò Húrin del casato di Hador testadoro da cui ebbe tre figli: Túrin, Urwen e Nienor. Dopo che Húrin fu catturato alla fine della Nírnaeth Arnoediad, la Battaglia delle Innumerevoli Lacrime, Morwen si prese cura di Túrin e lo fece scappare nel Doriath, sotto la protezione di Melian e Thingol. Solo dopo molti anni anche lei si sarebbe rifugiata nella regione, scappando alle razzie degli Esterling nel Brethil. Non riuscì a resistere quando, alla caduta di Nargothrond, ricevette le notizie di suo figlio Túrin e decise di partire da sola, ma fu seguita da una scorta armata con a capo Mablung e da sua figlia Niënor. Giunti su una collina dentro i confini del regno, furono attaccati dal drago Glaurung che aveva ora il controllo della regione, e si disperdettero; Morwen fu vista per l'ultima volta da un cavaliere della scorta, mentre si dirigeva a Nord sul suo cavallo impazzito. Vagò da sola per lungo tempo... 
Dopo la morte di Túrin, Húrin fu liberato da Morgoth e si diresse nel Brethil. Sul tumulo dove suo figlio era stato sepolto reincontrò Morwen che aveva un aspetto diverso e molto più vecchio. Entrambi incapaci di parlare per la gioia si strinsero la mano e, dopo un breve dialogo, attesero la notte. Lentamente la mano di Morwen divenne fredda e priva di vita: così Húrin capì che era morta.
Sposando Húrin, Morwen si imparentò anche con il casato di Hador, il popolo di Haleth e i principi dei Noldor con al vertice Finwë.

### Nienor
Nienor, sorella di Túrin Turambar, nasce da Morwen Eledhwen (Splendore degli Elfi, figlia di Baragund) e da Húrin (figlio di Galdor e Haleth). Il suo nome significa "Lutto" o "Cordoglio". Negli anni della sua infanzia Nienor visse ai confini della foresta del Doriath, il regno di Thingol, mentre suo fratello era a Menegroth. Dopo anni di vita nel Dor-lómin, la madre decide di andare a Menegroth, da Thingol, per avere notizie di Túrin. Giunta lì, riceve notizia che il figlio era partito, e rimane con la figlia ospite di Melian. Quando alcuni superstiti della strage del Nargothrond giungono nel Doriath, sia Morwen che Nienor partono a cavallo per avere notizie del fratello. Giunte una dopo l'altra ad Amon Ethir, Mablung e una schiera di cavalieri bloccano loro il passaggio, dicendo loro che dopo si trovano solo pericoli. In quel momento giunge inaspettato Glaurung il Drago, che soffia una coltre di fumo per disperdere i soldati. Il drago prende possesso della mente di Nienor, cancellandole tutti i ricordi della sua vita precedente, e lanciandole un incantesimo che le toglieva l'uso della parola e dell'udito. Mablung la trova tra le rovine del Nargothrond, e la conduce in salvo per i boschi. La notte stessa la compagnia di Mablung viene assalita dagli Orchi e Nienor riprende coscienza. Dopodiché, fugge e viaggia a lungo fino a giungere nel Brethil, ai Guadi del Teiglin. Mentre piange sulla tomba di Finduilas, figlia di Orodreth, viene trovata da Túrin, che la porta al villaggio dei boscaioli; poiché Nienor non ricorda il suo nome, viene ribattezzata da Túrin Níniel. Non sapendo di essere fratelli, Nienor (dopo aver recuperato le forze dalle molte fatiche) e Túrin si sposano e la giovane rimane incinta, ma poco tempo dopo Túrin parte per combattere una nuova guerra contro Glaurung il Drago. Nienor, quando viene a sapere che Túrin ha combattuto con Glaurung ed è caduto, si suicida gettandosi nel Teiglin. In realtà Túrin non era morto, era solo svenuto. Quando anch'egli a sua volta viene informato del suicidio di Nienor (che, come già detto, conosceva solo come Niniel, non sapeva che fosse sua sorella), si butta sulla punta della sua Spada Nera, ponendo fine alla sua tormentata vita. Venne eretto un tumulo per ricordarli; su di esso era scritto "TÚRIN TURAMBAR DAGNIR GLAURUNGA", e sotto "NIENOR NÍNIEL", ma in realtà vi giaceva un solo corpo.

### Omorzo Cactaceo

Omorzo Cactaceo nel film Il Signore degli Anelli - La Compagnia dell'Anello

È un uomo del villaggio di Brea, oste della locanda del Puledro Impennato.
Il nome originale inglese è Barliman Butterbur. "Omorzo" è la traduzione fedele di Barliman ("barley" è il termine inglese per "orzo"). "Butterbur" in italiano è il nome della pianta che in italiana è chiamata "Farfaraccio" (pianta del genere Petasites). Con questo termine è infatti tradotto il cognome nella traduzione italiana di Ottavio Fatica, mentre la prima traduzione di Vicky Alliata di Villafranca rende il cognome italiano con il termine vegetale "Cactaceo".
Fisicamente, Omorzo è di bassa statura, grasso e rubicondo; il suo carattere generoso ed intuitivo si affianca ad una memoria scadente. Infatti si dimentica di inviare la lettera di Gandalf a Frodo Baggins, lasciando quest'ultimo all'oscuro delle decisioni di Gandalf. Questo fatto ritarda la partenza di Frodo dalla Contea. Omorzo si ricorda della lettera solo quando Frodo stesso raggiunge Brea ed alloggia al Puledro Impennato, ma anche in questo caso gli ci vogliono diverse ore prima di collegare i fatti.
Dopo che i Nazgûl mettono in fuga tutti i cavalli e i pony dalla locanda, l'oste paga di tasca propria per comprare agli Hobbit un pony vecchio e malnutrito (chiamato Bill da Sam) affinché possano partire per Gran Burrone.
Successivamente è lui ad informare Gandalf che Frodo e gli altri sono partiti con Grampasso (alias Aragorn).
Nonostante appaia molto goffo e stupido, in realtà Omorzo riesce a vedere "al di là di un muro di mattoni" secondo il modo di dire degli abitanti di Brea.

### Regina Berúthiel
Era la perfida e solitaria moglie di Tarannon, dodicesimo Re di Gondor (T.E. 830-913) e primo dei "Re Navigatori".
Berúthiel risiedeva nella casa del Re a Osgiliath in stanze spoglie e vuote, detestava il mare e indossava solo vestiti neri o argento, poiché odiava colori e ornamenti elaborati. Aveva nove gatti neri e uno bianco, suoi schiavi, con i quali era capace di conversare e nelle cui menti riusciva a leggere. Tramite il gatto bianco tormentava i gatti neri e li usava come spie per scoprire i segreti di Gondor. Per questo motivo tutti avevano paura quando li vedevano passare. Alla fine Tarannon caricò Berúthiel su una nave insieme ai suoi gatti e la mandò via. La nave venne vista un'ultima volta passare davanti a Umbar con un gatto sull'albero maestro e un altro a fare da polena.
Il nome di Berùthiel venne cancellato dal Libro dei Re di Gondor, ma il ricordo della regina rimase nei detti popolari, sicché vari secoli dopo venne citata da Aragorn, parlando di Gandalf:
(Il Signore degli Anelli, p. 353)
In un'intervista del 1966, Tolkien diede informazioni su cosa accadde alla regina dopo che fu cacciata da Osgiliath:

### Tar-Aldarion
Fu il sesto Re di Númenor, una volta succeduto al padre, Tar-Meneldur.
Tar-Aldarion sposò Erendis, una ragazza númenóreana che non era discendente dalla linea dei Mezzelfi del Re Elros, e quindi aveva un'aspettativa di vita decisamente minore del marito. L'amore di lui per i viaggi per mare causò negli ultimi anni di matrimonio una rottura irreparabile tra i due. Il racconto del loro matrimonio sopravvisse alla Caduta di Númenor come "Aldarion ed Erendis, o La Moglie del Marinaio".
Il suo vero nome, ossia Anardil, vuol dire Amante del Sole, mentre quello che adottò in seguito significa Degli Alberi, dovuto al fatto che era un noto difensore delle foreste (gli alberi erano necessari per la costruzione della sua flotta, ma egli aveva sempre cura di ripiantare dove si era sradicato). Il suo soprannome fu "Il Marinaio", poiché il suo più grande amore fu il mare; era un esploratore già prima di divenire Re. Fece molti viaggi fin sulle coste della Terra di Mezzo e stabilì più di tutti contatti con Gil-Galad e il suo reame ai Porti Grigi. Inoltre fondò tra il 750 e l'800 S.E. un vitale porto númenóreano nella Terra di Mezzo, che chiamò Vinyalondë (Porto Nuovo), sulla riva meridionale della foce del fiume Gwathló, e sotto il suo regno cominciò il disboscamento dell'Enedwaith e del Minhiriath.
Poiché lui ed Erendis si erano separati prima che ella potesse dare alla luce un erede maschio, Aldarion dispose che la sua unica figlia, Tar-Ancalimë, lo succedesse come erede al trono, nonostante questo violasse insieme le leggi e le tradizioni di Númenor. Le leggi di successione furono cambiate, e si passò dal principio di successione per agnazione a quello più neutrale di primogenitura. Nonostante Aldarion avesse discendenti che avrebbero potuto continuare la linea maschile dei Re, i loro diritti furono messi da parte.
Volendo risparmiare i suoi successori della travagliata vita domestica che egli ha dovuto sopportare, Aldarion decise anche che da allora in avanti l'erede al trono avrebbe potuto sposare solamente un discendente di Elros, restringendo così la scelta del consorte alla sola nobiltà númenóreana, che comunque condivideva la lunga vita che era stata donata alla casa regnante. Così, nel 1075 S.E., Ancalimë divenne la prima Regina di Númenor. Se la legge non fosse cambiata, il trono sarebbe spettato a Soronto, il figlio della sorella di Aldarion, oppure a Malantur, discendente in linea diretta di Tar-Minyatur.
Aldarion morì vent'anni dopo l'ascesa al trono della figlia. Morì nell'anno 1098 della Seconda Era, a 398 anni, forse nella Terra di Mezzo.
Parte della storia di Aldarion e Erendis è raccontata nei Racconti incompiuti di Tolkien, nel capitolo "Aldarion ed Erendis. La Moglie del Marinaio".

### Théodred
Figlio ed erede del re di Rohan Théoden, muore prima di poter succedere al padre. Le vicende che lo riguardano sono narrate nel Signore degli Anelli e nei Racconti incompiuti.
Théodred nacque nell'anno 2978 della Terza Era da Théoden di Rohan e Elfhild, la quale morì dandolo alla luce. Era il Secondo Maresciallo del Mark e durante la guerra dell'Anello (3018-3019 T.E.) era, insieme al cugino Éomer, uno dei principali ostacoli per il controllo di Rohan da parte di Saruman. Morì nella Prima Battaglia dei Guadi dell'Isen combattendo contro gli orchi inviati da Isengard, il 25 febbraio 3019 T.E.
Nella versione cinematografica de Le due torri il ruolo di Théodred è interpretato dal giovane attore neozelandese Paris Howe Strewe. Vi sono tuttavia alcune incongruenze fra libro e film:
- La morte di Théodred è un evento che accade soltanto nell'adattamento cinematografico in quanto nel libro la sua morte era già avvenuta prima che l'attenzione si spostasse su Rohan.
- Nel film, Éomer riesce a ritrovare il suo corpo in mezzo ai cadaveri, ferito ma vivo, e a riportarlo a Rohan, dove però muore a causa delle ferite riportate, anche se molto probabilmente la sua morte fu aiutata da Grima Vermilinguo.
- Nel film si narra che Théodred sia caduto vittima di un'imboscata, mentre dal libro si apprende che egli è morto combattendo in battaglia ai Guadi dell'Isen.
- Nel libro Théodred al momento della morte ha 41 anni, mentre nella versione cinematografica, sebbene l’età non venga mai specificata, ne dimostra molti meno, infatti l’attore Paris Howe Strewe, al momento delle riprese, ne aveva 25.
- Nel film l'erede di Rohan viene sepolto in uno dei Tumuli di Edoras, ma questo privilegio era riservato solamente ai re e non ad altre persone.

### Théodwin
Di lei si parla nelle Appendici al romanzo Il Signore degli Anelli, tra gli Annali dei Re e Governatori.
Era l'ultima e bellissima figlia di Thengel, re di Rohan della Linea Secondogenita, e di Morwen di Lossarnach. Quando Théodwin nacque, nel 2963, suo padre era già anziano e suo fratello Théoden le era particolarmente affezionato.
Nel 2989 sposò Éomund, primo maresciallo del Mark e da lui ebbe due figli. Il primogenito, Éomer, nel 2991 mentre la seconda, Éowyn, nel 2995.
A Éomund era stato assegnato il compito di difendere i confini orientali e a seguito di un'incursione di un gruppo di orchetti, contrastata forse con imprudenza, rimase ucciso nel 3002. Théodwin si ammalò e morì per il dolore, lasciando i suoi due figli al fratello Théoden. Questi aveva un solo figlio, Théodred  ed era rimasto vedovo di sua moglie Elfhild senza mai risposarsi, pertanto accolse con amore i figli dell'adorata sorella.

### Vëantur
Vëantur fu un famoso marinaio di Númenor durante la Seconda Era. Fu padre di Almarian, e fu Capitano delle Navi del Re sotto Tar-Elendil.
Vëantur fu il primo Uomo fra i Dunedain a raggiungere la Terra di Mezzo, approdando nei Porti Grigi sulla sua nave Entulessë (che in Quenya significa Ritorno) nell'anno 600 della Seconda Era. Qui fece amicizia con Círdan il Carpentiere, Signore dei Porti, e Gil-galad, Re Supremo dei Noldor. Fu questo il primo passo per l'alleanza tra Númenóreani ed Elfi nel Lindon.
Le sue navi raggiunsero anche i remoti e incontaminati continenti di Hyarmenor e Romenor.
Vëantur fu un grande maestro per il nipote Aldarion, ed insegnò a questi molte cose riguardanti le navi ed il mare. Quando Aldarion compì 25 anni nel 725 S.E., fece vela per la prima volta verso la Terra di Mezzo sulla nave del nonno.

### Wulf
Citato ne Il Signore degli Anelli, è un Rohirrim di sangue dunlandiano, vissuto a Rohan ai tempi di Re Helm Mandimartello.
Nel 2754 T.E. Freca, padre di Wulf e nobile di Rohan, progettò un matrimonio fra suo figlio e la figlia di Helm e si recò a Edoras scortato da un gran numero di uomini per avanzare la sua proposta al sovrano. Il suo progetto venne tuttavia respinto ed egli reagì insultando Helm che, furente, lo colpì con un pugno tale da ucciderlo. In seguito la sua famiglia venne bandita da Rohan e trovò rifugio nel Dunland.
Quattro anni dopo, a capo di un esercito dunlandiano e in comunione con gli Esterling, Wulf invase Rohan in cerca di vendetta e mise il paese in ginocchio. Egli espugnò Edoras, uccise Haleth figlio di Helm e si autoproclamò sovrano. I Rohirrim superstiti (compreso lo stesso Helm) trovarono rifugio nelle loro fortificazioni montane, dove vennero assediati. Quell'anno Rohan fu flagellato dal Lungo Inverno, che provocò numerose vittime su entrambi i fronti del conflitto. Infine Fréalaf, nipote di Helm, compì una sortita su Edoras e riuscì a uccidere Wulf. Di lì a poco i Dunlandiani furono ricacciati oltre l'Isen dalle forze congiunte di Rohan e di Gondor.

### Governatore della Città del Lago
Compare solo nel romanzo Lo Hobbit. All'interno del corpus dello scrittore, il Governatore, il cui nome è sconosciuto, è il capo della Città del Lago, uno dei luoghi in cui si svolge Lo Hobbit.
Per quanto evidentemente abbozzata, la descrizione di Tolkien del Governatore ritrae una persona avida, falsa, egocentrica, interessata esclusivamente al commercio, ai pedaggi, ai carichi e all'oro, e proprio a questo deve la sua posizione. Nel progredire de Lo Hobbit, si nota come il personaggio sia incline ai trabocchetti e a mettere sempre i propri interessi e la propria sicurezza davanti a quelli di chi lo ha eletto. Infatti non esita a fuggire dalla Città del Lago durante l'attacco di Smaug, abbandonando tutti i cittadini della città.
Il Governatore della Città del Lago appare per la prima volta nel capitolo X Un'accoglienza calorosa, quando riceve Thorin Scudodiquercia e la sua compagnia. Thorin rivela di essere il legittimo Re Sotto la Montagna e promette al popolo grandi ricchezze, nel caso lui e la sua compagnia uccidessero Smaug. Il Governatore considera Thorin un impostore, ma decide di far finta di credere nelle sue parole per assecondare l'entusiasmo della folla. Dopo quindici giorni, quando Thorin e la sua compagnia partono per Erebor, il Governatore riconosce di aver avuto torto sul conto di Thorin. La partenza dei nani, tuttavia, non dispiace al Governatore, poiché il loro arrivo aveva creato un'atmosfera da lunga vacanza in cui gli affari ristagnavano.
Quando Smaug attacca la Città del Lago, il Governatore tenta di mettersi in salvo imbarcandosi sulla sua gran barca dorata. Dopo la morte di Smaug per mano di Bard l'Arciere, il popolo si scaglia contro il Governatore e loda Bard come nuovo signore. Il Governatore, per salvarsi dalle accuse della folla, dirotta quella rabbia verso i nani che hanno risvegliato il drago. Il Governatore non combatte nella battaglia dei cinque eserciti, ma rimane alla Città del Lago per dirigere la ricostruzione della città con l'aiuto di artigiani e molti elfi ingegnosi. Alla fine del romanzo, il Governatore contrae "la malattia del drago" e, colto da una bramosia insaziabile, fugge con la maggior parte dell'oro che Bard gli aveva donato per aiutare la gente del lago, morendo solo e affamato nel deserto.
Il Governatore della Città del Lago è apparso in molti adattamenti cinematografici e radiofonici dello Hobbitt. John Bryning ha doppiato il personaggio nell'adattamento radio della BBC The Hobbit (1968).
Nella trilogia de Lo Hobbit diretta da Peter Jackson, il ruolo del Governatore è interpretato da Stephen Fry, con la voce italiana di Massimo Lopez. Compare nel secondo e terzo film della trilogia. Nei film vengono esaltate l'avarizia, la goffaggine e la crudeltà del Governatore già presenti nel libro, facendone un ritratto parodistico degli uomini di potere egoisti e corrotti. Il Governatore ha riunito attorno a sé il poco oro rimasto alla Città del Lago che tiene in scacco con le sue guardie ed è assistito fedelmente dal suo consigliere Alfrid. Come nel libro, il Governatore accoglie con gioia i nani e li aiuta a raggiungere la Montagna ma in realtà li disprezza e spera che vengano mangiati da Smaug. Rispetto al romanzo, il Governatore rimane schiacciato dalla carcassa di Smaug insieme ad altri suoi fedeli ed è Alfrid a fare la sua parte dopo il disastro della Città del Lago.